# 賈佩雅
賈佩雅（1993年5月5日—），藝名：牙牙，台湾演員，出道初期以拍攝雜誌，廣告，MV為主，以專業女演員邁進中。

## 電視劇
- 2015 《復仇密碼》 飾演 Emily
- 2015 《燦爛時光》飾演 葉文淑
- 2016 《半熟少女》
- 2020 《返校》飾演 黃詩萌
- 2022 《戲說台灣-電母疼新婦》飾演 愛玉
- 2022 《戲說台灣-代班土地公》飾演 李玉英
- 2023 《莒光園地》（未上映）
- 2023 《幸福宅一起》（未上映）

## 短片
- 關於艾蜜莉
- 衛福部短片
- 晚香玉

## 廣告
- [全家let's cafe-禮物篇]
- [蒙牛酸酸乳(中國)]
- [DHC 十五週年廣告]
- [南法香頌 記憶的味道]
- [書豪教我的兩三事 捧花篇]
- [UOB bank bicycle]
- [春風衛生紙 爸爸的置物箱]
- [Nikon 最美好的陪伴]
- [日本開運魚]
- [小廚師慢食麵]
- [全聯福利中心地中海料理篇]
- [line bank快點卡]
- [歐樂B電動牙刷]
- [晴空大地]

## MV
- 徐良-幻滅
- 劉偉德-誰關了陽光
- 五月天-擁抱Embrace 2014
- 張惠妹-姊妹 2016 （平行宇宙版）
- 彭佳慧-shut up
- 曾沛慈-偏愛